# Francisco Alves Fagundes
Francisco Alves Fagundes (Campos Novos, 10 de outubro de 1883 - Campos Novos, 5 de agosto de 1946) foi um político brasileiro.
Foi deputado à Assembleia Legislativa de Santa Catarina na 10ª legislatura (1919 — 1921), na 11ª legislatura (1922 — 1924), na 12ª legislatura (1925 — 1927) e na 13ª legislatura (1928 — 1930).